# Духовное управление мусульман Чувашской Республики
Централизованная религиозная организация Духовное управление мусульман Чувашской Республики (ДУМ ЧР, Муфтият Чувашии) — религиозная организация (муфтият), объединяющая наибольшее количество мусульманских общин в Чувашской Республике. С момента создания Духовного управления мусульман Чувашской Республики руководителем является муфтий Альбир Крганов.
Центральные органы управления муфтиятом расположены в селе Шыгырдан Батыревского района Чувашской Республики; также Муфтият Чувашии имеет свою резиденцию в городе Чебоксары в здании мечети «Булгар», расположенной по улице Фёдора Гладкова.

## История
До создания Муфтията Чувашии в 1994 году мусульманские общины Чувашской Республики входили в состав Зеленодольского мухтасибата Центрального Духовного управления мусульман России.
Духовное управление мусульман Чувашской Республики было создано 18 мая 1994 года на учредительном собрании махаллей, расположенных в населённых пунктах Чувашской Республики. В состав ДУМ ЧР вошли все действующие мечети Чувашской Республики и мусульманские общины. С момента регистрации ДУМ ЧР действовала в составе Центрального Духовного управления мусульман России.
С 2004 года ДУМ ЧР ежегодно проводит научно-практическую конференцию «Шыгырданские чтения».
С 2005 года одновременно с ДУМ ЧР в Чувашии также функционирует религиозная организация с другим наименованием — Централизованная религиозная организация Центральное Духовное управление мусульман Чувашской Республики (ЦДУМ ЧР), возглавляемое муфтием Айратом Хайбулловым, который также возглавлял региональное отделение Российской ассоциации исламского согласия, и который в свое время разошелся с Альбиром Кргановым по идеологическим соображениям.
В августе 2007 года Министерство образования Чувашской Республики подписало соглашение о сотрудничестве в сфере духовного и нравственного воспитания детей и молодёжи с Духовным управлением мусульман Чувашской Республики. В ряде школ республики были введены факультативы по основам мусульманской культуры.
В 2013 году Центральное духовное управление мусульман России (Уфа) объявило о смещении муфтия Альбира Крганова «в связи с утратой доверия и многолетнюю раскольническую деятельность» и назначило временно исполняющего обязанности председателя ДУМ ЧР, которому было поручено проведение организационных мероприятий по созыву внеочередного съезда Муфтията Чувашии. В ответ на решение последовало официальное заявление ДУМ ЧР, из которого следовало, что Альбир Крганов свой пост покидать не собирается, а решение лишить его полномочий не имеет юридической силы.
В 2009 году в Чувашии прошли торжества в честь 15-летия ДУМ ЧР. В 2010 году состоялось торжественное открытие «Мечети трех сподвижников» в селе Шыгырдан Батыревского района.
В 2016 году ДУМ ЧР стал одним из учредителей нового общероссийского муфтията (духовного управления мусульман) — Духовного собрания мусульман России.

## Другие муфтияты Чувашии
С 20 октября 2005 года в Чувашской Республике также функционирует Централизованная религиозная организация Центральное духовное управление мусульман Чувашской Республики, руководителем которой является Хайбуллов Айрат Рашидович.
С 1 декабря 2021 года Централизованная религиозная организация Духовное управление мусульман Чувашской Республики функционирует одновременно с другим муфтиятом, зарегистрированным на территории Чувашской Республики, — Централизованная религиозная организация Духовное управление мусульман Чувашской Республики (Мухтасибат Чувашской Республики), руководителем которого избран Сафиуллин Фанис Абдулбариевич.

## Мусульманские приходы ДУМ ЧР
По состоянию на 2020 год мусульманские приходы, подчинённые ДУМ ЧР, по географическим и историческим признакам были разделены на пять мухтасибатов. При Духовном управлении мусульман Чувашской Республики были зарегистрированы следующие мухтасибаты:
- Шыгырданский мухтасибат (деревня Долгий Остров, махалля деревни Татарские Тимяши, махалля деревни Именево, махалли Ишмурзино-Суринска, махалли села Шыгырдан, махалля Урталык села Шыгырдан, махалли в деревне Полевые Бикшики);
- Татаро-Сугутский мухтасибат (Татарские Сугуты, махалля в деревне Кзыл-Чишма, деревне Кзыл-Камыш, села Трехбалтаево, деревне Байдеряково, деревне Асаново, деревне Новые Бикшики);
- Урмаевский мухтасибат (село Урмаево, село Токаево, деревне Чичканы, деревне Татарские Шуруты, деревня Альбусь-Сюрбеево, село Комсомольское, деревня Кайнлык);
- Буинский мухтасибат (пгт Буинск, город Шумерля);
- Чебоксарский мухтасибат (город Чебоксары, город Новочебоксарск, город Козловка, деревня Альменево, село Янгильдино).

ДУМ ЧР объединяет более 40 мусульманских общин Чувашской Республики, преимущественно в татарских селах. В юрисдикцию входит медресе «Гулистан». По инициативе ДУМ ЧР в Чувашии построены десятки мечетей, общее количество мусульманских храмов в Чувашской Республике — более 50.

## Управление
- Глава (Муфтий) — Крганов Альбир Рифкатович;
- Председатель — Хайбуллов Мансур Максутович;
- Первый заместитель председателя, казый — Гимаев Сеидзада Мингалиевич.